# Tachi Palace Fights
Tachi Palace Fights（タチ・パレス・ファイツ、略称TPF）は、アメリカ合衆国の総合格闘技団体。西の人材育成プロモーションと呼ばれ、UFCがフライ級を設置するまではフライ級で世界一の選手層を有していた。
AXS TVによって全米に中継されている。

## 概要
タチ・パレス・ホテルで開催されるWEC、Palace Fighting Championship（PFC）の流れを汲む大会で、PFCの活動停止に伴い2009年にGladiator Challenge代表のテッド・ウィリアムスが創設した。
第1回大会はPFC同様プロボクシングとの合同大会だったが、第2回大会から総合格闘技単独の大会となった。
2010年2月、王座の認定を開始した。
2012年12月、TPFを主催するサンタローザ・ランチェリア・タチ・ヨクート族評議会が活動休止を発表したが、2013年4月に活動を再開した。

## ルール
NJSACB制定の共通ルールに準拠。

## 階級・王座
- 王座の変遷については「TPF王者一覧」を参照。

| 階級           | 重量区分         |
| -------------- | ---------------- |
| ライトヘビー級 | -205lbs: -93.0kg |
| ミドル級       | -185lbs: -83.9kg |
| ウェルター級   | -170lbs: -77.1kg |
| ライト級       | -155lbs: -70.3kg |
| フェザー級     | -145lbs: -65.8kg |
| バンタム級     | -135lbs: -61.2kg |
| フライ級       | -125lbs: -56.7kg |

## 開催履歴
| 大会名                      | 開催年月日     | 会場                        | 開催地                   |
| --------------------------- | -------------- | --------------------------- | ------------------------ |
| TPF 29: Fall Brawl          | 2016年11月3日  | タチ・パレス・ホテル&カジノ | カリフォルニア州リムーア |
| TPF 28: Hot August Fights   | 2016年8月4日   | タチ・パレス・ホテル&カジノ | カリフォルニア州リムーア |
| TPF 27: Mayhem              | 2016年5月19日  | タチ・パレス・ホテル&カジノ | カリフォルニア州リムーア |
| TPF 26: Brawl in the Hall   | 2016年2月18日  | タチ・パレス・ホテル&カジノ | カリフォルニア州リムーア |
| TPF 25: Fall Brawl          | 2015年11月19日 | タチ・パレス・ホテル&カジノ | カリフォルニア州リムーア |
| TPF 24: Summer Brawl        | 2015年8月6日   | タチ・パレス・ホテル&カジノ | カリフォルニア州リムーア |
| TPF 23: Cinco de Mayhem     | 2015年5月7日   | タチ・パレス・ホテル&カジノ | カリフォルニア州リムーア |
| TPF 22: Champions Collide 2 | 2015年2月5日   | タチ・パレス・ホテル&カジノ | カリフォルニア州リムーア |
| TPF 21: All or Nothing      | 2014年11月6日  | タチ・パレス・ホテル&カジノ | カリフォルニア州リムーア |
| TPF 20: Night of Champions  | 2014年8月7日   | タチ・パレス・ホテル&カジノ | カリフォルニア州リムーア |
| TPF 19: Throwback Thursday  | 2014年6月19日  | タチ・パレス・ホテル&カジノ | カリフォルニア州リムーア |
| TPF 18: Martinez vs. Culley | 2014年2月6日   | タチ・パレス・ホテル&カジノ | カリフォルニア州リムーア |
| TPF 17: Fall Brawl          | 2013年11月14日 | タチ・パレス・ホテル&カジノ | カリフォルニア州リムーア |
| TPF 16: The Return          | 2013年8月22日  | タチ・パレス・ホテル&カジノ | カリフォルニア州リムーア |
| TPF 15: Collision Course    | 2012年11月15日 | タチ・パレス・ホテル&カジノ | カリフォルニア州リムーア |
| TPF 14: Validation          | 2012年9月7日   | タチ・パレス・ホテル&カジノ | カリフォルニア州リムーア |
| TPF 13: Unfinished Business | 2012年5月10日  | タチ・パレス・ホテル&カジノ | カリフォルニア州リムーア |
| TPF 12: Second Coming       | 2012年3月9日   | タチ・パレス・ホテル&カジノ | カリフォルニア州リムーア |
| TPF 11: Redemption          | 2011年12月2日  | タチ・パレス・ホテル&カジノ | カリフォルニア州リムーア |
| TPF 10: Let The Chips Fall  | 2011年8月5日   | タチ・パレス・ホテル&カジノ | カリフォルニア州リムーア |
| TPF 9: The Contenders       | 2011年5月6日   | タチ・パレス・ホテル&カジノ | カリフォルニア州リムーア |
| TPF 8: All or Nothing       | 2011年2月18日  | タチ・パレス・ホテル&カジノ | カリフォルニア州リムーア |
| TPF 7: Deck the Halls       | 2010年12月2日  | タチ・パレス・ホテル&カジノ | カリフォルニア州リムーア |
| TPF 6: High Stakes          | 2010年9月9日   | タチ・パレス・ホテル&カジノ | カリフォルニア州リムーア |
| TPF 5: Stars and Strikes    | 2010年7月9日   | タチ・パレス・ホテル&カジノ | カリフォルニア州リムーア |
| TPF 4: Cinco de Mayhem      | 2010年5月5日   | タチ・パレス・ホテル&カジノ | カリフォルニア州リムーア |
| TPF 3: Champions Collide    | 2010年2月4日   | タチ・パレス・ホテル&カジノ | カリフォルニア州リムーア |
| TPF 2: Brawl in the Hall    | 2009年12月3日  | タチ・パレス・ホテル&カジノ | カリフォルニア州リムーア |
| Tachi Palace Fights 1       | 2009年10月8日  | タチ・パレス・ホテル&カジノ | カリフォルニア州リムーア |
| TPF: Best of Both Worlds    | 2009年7月16日  | タチ・パレス・ホテル&カジノ | カリフォルニア州リムーア |